# Теплово (Нижньогородська область)
Теплово (рос. Тёплово) — село в Кулебацькому міському окрузі Нижньогородської області Російської Федерації.
Населення становить 1738 осіб. Входить до складу муніципального утворення Міський округ місто Кулебаки.

## Історія
Раніше населений пункт належав до ліквідованого 2015 року Кулебацького району. До 2015 року входило до складу муніципального утворення Тепловська сільрада.

## Населення
| 2002 | 2010  |
| ---- | ----- |
| 1819 | ↘1738 |